# Révhely
Révhely (ukránul: Забрідь [Zábrigy]) falu Ukrajnában, Kárpátalján, az Ungvári járásban.

## Fekvése
Nagybereznától északra, az Ung folyó mellett, Sóslak és Nagyberezna közt fekvő település.

## Nevének eredete
Neve szláv eredetű. A  brod szónak (magyarul gázló, part, rév) ragozott alakja: gázlón, réven túli falu. Mai Révhely nevét 1903-ban, az akkori névmagyarosítási törekvéseknek megfelelő helységnévrendezéskor kapta a falu.

## Története
Az Ung folyó gázlójánál keletkezett falu nevét 1770-1772 között említette először oklevél Szabrochia néven. 1800 körül Zabrochia, 1808-ban Zabrugy, Zabrod, 1851-ben Zabrogy, 1913-ban Révhely névn írták.
1910-ben 751 lakosából 71 magyar, 45 német, 563 ruszin volt. Ebből 108 római katolikus, 561 görögkatolikus, 65 izraelita volt. A trianoni békeszerződés előtt Ung vármegye Nagybereznai járásához tartozott.

## Népesség
A népesség anyanyelv szerinti megoszlása a teljes népesség %-ában (2001)

## Közlekedés
A települést érinti a Csap–Ungvár–Szambir–Lviv-vasútvonal.